# Valério Severo (prefeito urbano)
Valério Severo (em latim: Valerius Severus) foi um oficial romano do século IV, ativo durante o reinado conjunto de Graciano (r. 367–383), Valentiniano II (r. 375–392) e Teodósio I (r. 378–395).

## Vida
Valério Severo foi um cristão que casou-se com uma dama de nome incerto com quem teve vários filhos, incluindo Valério Piniano e Severo. Sua primeira menção acontece numa lei emitida em seu nome e preservada no Código de Teodósio (xii 12.8) na qual é endereçado como procônsul da África; sua emissão provavelmente ocorreu no outono de 381. Em 382, segundo várias leis a ele endereçadas, serviu como prefeito urbano de Roma, mas parece que, a julgar pelo conteúdo de uma delas, recebeu brevemente as atribuições do prefeito pretoriano da Itália.